# Spathoglottis stenophylla
Spathoglottis stenophylla är en orkidéart som beskrevs av Henry Nicholas Ridley. Spathoglottis stenophylla ingår i släktet Spathoglottis och familjen orkidéer. Inga underarter finns listade i Catalogue of Life.